# Kirowez K-744R
Der  Kirowez K-744R (russisch Кировец К-744Р) ist ein schwerer russischer Allradtraktor mit Knicklenkung, entwickelt für den russischen Markt. Er löste ab dem Jahr 2000 die älteren Traktoren der K-700-Reihe ab. Im Kirowwerk wurden seitdem bis 2012 mehr als 6000 Einheiten des K-744R gebaut.

## Beschreibung
Der K-744R wurde ab 1995 entwickelt, die Serienproduktion begann 2000. Er stellt die fünfte Generation der K-700-Schlepperreihe dar. Der K-744R wird in vier Leistungsstufen und den Ausführungen Standard und Premium angeboten, die sich vor allem in der Motorisierung voneinander unterscheiden. Alle Fahrzeuge besitzen Allradantrieb mit abschaltbarem Hinterradantrieb. Im Vergleich zu älteren Traktoren der K-700-Reihe wurde die Kabine umfassend überarbeitet, sie ist ergonomischer gestaltet und schützt besser bei Fahrzeugüberschlägen. Ab Produktionsjahr 2016 erfährt der Traktor ein Facelift und die Kabine im Zuge dessen eine erneute Überarbeitung. Unter anderen verfügt sie über Vibrations- und Geräuschdämmung sowie eine Klimaanlage. Das Getriebe ist ein hydraulisch gesteuertes vierstufiges Lastschaltgetriebe mit 16 Vorwärtsgängen und 8 Rückwärtsgängen. Die hintere Zapfwelle dreht sich mit 1000 min−1. Die Antriebsachsen sind mit einem Sperrdifferenzial ausgestattet, die vordere Achse ist mit Halbelliptikfedern und hydraulischen Stoßdämpfern gefedert, während die Hinterachse eine mit dem Rahmen verbundene Starrachse ist.

### Technische Daten
|                                                    | K-744R1 (Standard)                                                                       | K-744R2 (Standard)                                                                       | K-744R3 (Standard)                                                                       | K-744R4 (Standard)                                                                       | K-744R1 (Premium)                                                                       | K-744R2 (Premium)                                                                       | K-744R3 (Premium)                                                                       | K-744R4 (Premium)                                                                       |
| -------------------------------------------------- | ---------------------------------------------------------------------------------------- | ---------------------------------------------------------------------------------------- | ---------------------------------------------------------------------------------------- | ---------------------------------------------------------------------------------------- | --------------------------------------------------------------------------------------- | --------------------------------------------------------------------------------------- | --------------------------------------------------------------------------------------- | --------------------------------------------------------------------------------------- |
| Zugkraftklasse nach GOST 27021-86                  | 5                                                                                        | 6                                                                                        | 8                                                                                        | 8                                                                                        | 5                                                                                       | 6                                                                                       | 8                                                                                       | 8                                                                                       |
| Motor                                              | JaMS-238ND5                                                                              | TMS 8481.10                                                                              | TMS 8481.10-02                                                                           | TMS 8481.10-04                                                                           | Cummins 6LTAA8,9-C30                                                                    | Mercedes-Benz OM 457 LA E2/4                                                            | Mercedes-Benz OM 457 LA E2/3                                                            | Mercedes-Benz OM 457 LA E2/2                                                            |
| Motortyp                                           | Achtzylinderviertaktdiesel, V-Anordnung, Direkteinspritzung, Turbolader, Ladeluftkühlung | Achtzylinderviertaktdiesel, V-Anordnung, Direkteinspritzung, Turbolader, Ladeluftkühlung | Achtzylinderviertaktdiesel, V-Anordnung, Direkteinspritzung, Turbolader, Ladeluftkühlung | Achtzylinderviertaktdiesel, V-Anordnung, Direkteinspritzung, Turbolader, Ladeluftkühlung | Reihensechszylinderviertaktdieselmotor, Direkteinspritzung, Turbolader, Ladeluftkühlung | Reihensechszylinderviertaktdieselmotor, Direkteinspritzung, Turbolader, Ladeluftkühlung | Reihensechszylinderviertaktdieselmotor, Direkteinspritzung, Turbolader, Ladeluftkühlung | Reihensechszylinderviertaktdieselmotor, Direkteinspritzung, Turbolader, Ladeluftkühlung |
| Bohrung / Hub (mm)                                 | 130 / 140                                                                                | 140 / 140                                                                                | 140 / 140                                                                                | 140 / 140                                                                                | 114 / 145                                                                               | 128 / 155                                                                               | 128 / 155                                                                               | 128 / 155                                                                               |
| Hubraum (cm³)                                      | 14.866                                                                                   | 17.241                                                                                   | 17.241                                                                                   | 17.241                                                                                   | 8.880                                                                                   | 11.967                                                                                  | 11.967                                                                                  | 11.967                                                                                  |
| Nennleistung / Nenndrehzahl (kW / min−1)           | 221 / 1900                                                                               | 257 / 1900                                                                               | 287 / 1900                                                                               | 309 / 1900                                                                               | 225 / 2000                                                                              | 265 / 1900                                                                              | 295 / 1900                                                                              | 315 / 1900                                                                              |
| Drehmoment (Nm) bei Nenndrehzahl                   | 1100                                                                                     | 1290                                                                                     | 1440                                                                                     | 1550                                                                                     | 1074                                                                                    | 1332                                                                                    | 1483                                                                                    | 1583                                                                                    |
| Maximales Drehmoment (Nm)                          | 1280                                                                                     | 1570                                                                                     | 1860                                                                                     | 1960                                                                                     | 1268                                                                                    | 1850 bei 1100 min−1                                                                     | 2000 bei 1100 min−1                                                                     | 2100 bei 1100 min−1                                                                     |
| Anzahl der Gänge vorwärts / rückwärts              | 16 / 8 (unter Last schaltbar)                                                            | 16 / 8 (unter Last schaltbar)                                                            | 16 / 8 (unter Last schaltbar)                                                            | 16 / 8 (unter Last schaltbar)                                                            | 16 / 8 (unter Last schaltbar)                                                           | 16 / 8 (unter Last schaltbar)                                                           | 16 / 8 (unter Last schaltbar)                                                           | 16 / 8 (unter Last schaltbar)                                                           |
| Fahrgeschwindigkeit (km/h) (vorwärts)              | 28,8                                                                                     | 30                                                                                       | 30                                                                                       | 30                                                                                       | 28,8                                                                                    | 30                                                                                      | 30                                                                                      | 30                                                                                      |
| Bereifung                                          | 28,1R 26                                                                                 | 30,5 R32                                                                                 | 30,5 R32                                                                                 | 30,5 R32                                                                                 | 28,1R 26                                                                                | 30,5 R32                                                                                | 30,5 R32                                                                                | 30,5 R32                                                                                |
| Masse, betriebsbereit (kg)                         | 14.900                                                                                   | 15.680                                                                                   | 17.500                                                                                   | 17.500                                                                                   | 14.370                                                                                  | 15.220                                                                                  | 17.000                                                                                  | 17.000                                                                                  |
| Masse, betriebsbereit, mit Zwillingsbereifung (kg) | 16.670                                                                                   | 17.780                                                                                   | 19.600                                                                                   | 19.600                                                                                   | 16.140                                                                                  | 17.620                                                                                  | 19.200                                                                                  | 19.200                                                                                  |
| Länge / Breite / Höhe (mm)                         | 7100 / 2865 / 3750                                                                       | 7350 / 2875 / 3876                                                                       | 7350 / 2875 / 3876                                                                       | 7350 / 2875 / 3876                                                                       | 7100 / 2865 / 3750                                                                      | 7350 / 2875 / 3876                                                                      | 7350 / 2875 / 3876                                                                      | 7350 / 2875 / 3876                                                                      |
| Radstand / Spurweite (mm)                          | 3750 / 2115                                                                              | 3750 / 2110                                                                              | 3750 / 2110                                                                              | 3750 / 2110                                                                              | 3750 / 2115                                                                             | 3750 / 2110                                                                             | 3750 / 2110                                                                             | 3750 / 2110                                                                             |
| Bodenfreiheit (mm)                                 | 460                                                                                      | 500                                                                                      | 500                                                                                      | 500                                                                                      | 460                                                                                     | 500                                                                                     | 500                                                                                     | 500                                                                                     |
| Wenderadius (mm)                                   | 7980                                                                                     | 7980                                                                                     | 7980                                                                                     | 7980                                                                                     | 7980                                                                                    | 7980                                                                                    | 7980                                                                                    | 7980                                                                                    |
| Gewichtsverteilung Vorder- / Hinterachse           | 54 / 46                                                                                  | 54 / 46                                                                                  | 54 / 46                                                                                  | 54 / 46                                                                                  | 52 / 48                                                                                 | 52 / 48                                                                                 | 52 / 48                                                                                 | 52 / 48                                                                                 |